# София Шарлота Хановерска
София Шарлота Хановерска (на немски: Sophie Charlotte von Hannover; * 12 октомври 1668, дворец Ибург, Хановер, Долна Саксония, Германия; † 21 януари 1705, Хановер) от рода Велфи, е принцеса от Хановер и чрез женитба курфюрстиня на Бранденбург и от 1701 г. първата кралица на Прусия.

## Биография
Дъщеря е на курфюрст Ернст Август фон Брауншвайг и Люнебург (1629 – 1698) и принцеса София Доротея фон Пфалц (1630 – 1714), дъщеря на бохемския крал Фридрих V фон Пфалц и на английската принцеса Елизабет Стюарт, дъщеря на краля на Шотландия и на Англия Джеймс I. Сестра е на Георг I Лудвиг Хановерски (Джордж I), крал на Великобритания.
София Шарлота се омъжва на 8 септември 1684 г. в Херенхаузен за крал Фридрих I от Прусия (1657 – 1713), син на курфюрст Фридрих Вилхелм фон Бранденбург и на принцеса Луиза Хенриета фон Дасау-Диленбург. Тя е втората му съпруга. От 1701 г. нейният съпруг е първи крал на Прусия.
Умира от пневмония на 21 януари 1705 г. на 36 години в Хановер.
- София Шарлота Хановерска
- Дворецът Шарлотенбург

## Деца
София Шарлота и крал Фридрих I от Прусия имат децата:
- Фридрих Август (1685 – 1686)
- син (1687 – 1687)
- Фридрих Вилхелм I (1688 – 1740), крал на Прусия, женен 1706 г. за София Доротея фон Брауншвайг-Люнебург